# Siderópolis
Siderópolis é um município brasileiro do estado de Santa Catarina. Localiza-se a uma latitude 28º35'52" sul e a uma longitude 49º25'28" oeste, estando a uma altitude de 147 metros. Sua população estimada em 2021 era de 14.176 habitantes.
Está situada entre a Serra do Rio do Rastro e o oceano Atlântico.
Como boa parte das cidades do interior catarinense, é pacata e tem índices quase nulos de violência. Grande parte da população é branca (caucasiano), legado deixado pelos antepassados italianos de quase toda a população. Mais de 95% da população é católica, e a principal igreja é da Paróquia de Nossa Senhora Aparecida, no centro da cidade. Entre outras etnias presentes na cidade está a negra e a alemã.

## História
Siderópolis (Nova Belluno) é uma das primeiras colônias italianas do Brasil. A chegada dos imigrantes italianos na região está relacionada ao movimento migratório de europeus para várias partes do mundo, principalmente para as Américas, fugindo das péssimas condições de vida a que estavam submetidos, em busca de novas possibilidades. No Brasil, após 1890, o governo federal desenvolveu uma política de incentivo a imigração do europeu, que passou a ter direito a redução do preço da passagem ou até gratuidade, o que favoreceu o fluxo migratório de alemães, poloneses, russos e principalmente italianos para o Brasil, especialmente no sul do país. Vale ressaltar que o Brasil passava por dificuldades na obtenção de mão-de-obra após a abolição da escravatura.
Em 1891 os primeiros imigrantes italianos que haviam embarcado em Gênova na Itália chegaram ao Rio de Janeiro, passaram por Desterro, Laguna e com um trem da Estrada de Ferro Dona Teresa Cristina chegaram a Pedras Grandes, de onde em carro de boi chegaram a Urussanga, depois foram conduzidos à sede da Colônia Nova Veneza, estruturada desde setembro de 1890. A Colônia estava estruturada em vários núcleos, nominados pelo agrimensor Federico Antonio Selva, em seu trabalho entre janeiro e abril de 1891, como Nova Veneza, Belluno, Treviso, Jordão e Belvedere, como uma forma de reverenciar a região do Vêneto, de onde viriam os imigrantes italianos. Cada um destes núcleos possuía seções - a de Belluno, por exemplo, tinha as seções Estrada para Urussanga, Rio Morosini, Linha Ex-Patrimônio e Rio Fiorita.
O grupo de imigrantes que chegou a partir de 18 de julho de 1891 e promove a colonização na área onde seria a futura Siderópolis era composto de mais ou menos 100 famílias, provenientes das províncias italianas de Veneza, Belluno,  Treviso, Ferrara e Bérgamo.
Nova Belluno foi recortada em glebas (pedaços de terra), que eram vendidas para os imigrantes, trazidos por uma companhia colonizadora, a Cia. Colonizadora Metropolitana. Os colonos pagariam a longo prazo 600$000 réis (seiscentos mil reis), acrescido de 14$500 réis, o custo de dois machados, uma foice e uma enxada. Suas contas eram registradas em um livro de contabilidade, que lhes custava 1$000 réis.

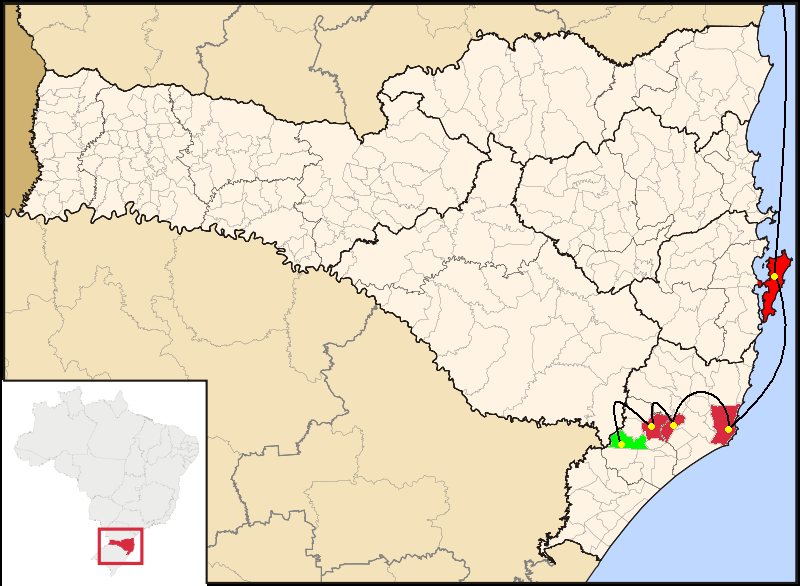
Trajeto feito pelos imigrantes até Siderópolis, conta-se que foram 36 dias de viagem.

No começo do século XX foram descobertas grandes reservas de carvão mineral no solo da região. As primeiras mineradoras começaram a se instalar, dentre elas a Companhia Siderúrgica Nacional (CSN), que explorou a região entre 1944 e 1989. Por imposição do governo federal, que não desejava que áreas sob seu controle possuísse nomes de origem ou italiana ou alemã, com quem o Brasil estava em guerra, o distrito, que se chamava desde 1913 de Nova Belluno, passou a chamar-se Siderópolis, por decreto do interventor catarinense Nereu Ramos, em 31 de dezembro de 1943, continuando a ser um distrito de Urussanga. A partir de então teve início um movimento pela emancipação de Siderópolis, que culminou no dia 19 de dezembro de 1958, quando o então governador do Estado de Santa Catarina, Heriberto Hülse, assinou a lei n.º 380, desmembrando Siderópolis do município de Urussanga, ficando assim a cidade politicamente emancipada e jurisdicionada à comarca de Urussanga.
A presença italiana foi tão forte que atualmente grande parte da população é bilíngue, mantenedora dos dialetos italianos,como o bergamasco e o bellunese e o idioma oficial italiano, ensinado nas escolas municipais. Mesmo que a etnia italiana seja a dominante, com ênfase à sua história e recuperação da memória, é importante frisar a contribuição de etnias minoritárias como a luso-açoriana, a afrodescendente e a alemã.

## Etimologia
O nome da cidade significa "Cidade do Ferro" (Sidírou/σιδήρου = Ferro, Polis/πόλης = Cidade)

## Geografia
Siderópolis está situado na região da Associação dos Municípios da Região Carbonífera (AMREC), sendo o maior município em extensão da mesma, a 215 quilômetros de Florianópolis (capital).
Siderópolis tem o relevo acidentado, ficando aos "pés" da , fazendo divisa ao norte com Treviso, a nordeste com Urussanga, a leste com Cocal do Sul, ao sul com Criciúma e Nova Veneza, e a oeste com Bom Jardim da Serra, esta última não fazendo parte da AMREC.
É em Siderópolis que se encontra a Barragem do Rio São Bento, que abastece com água potável boa parte da região.

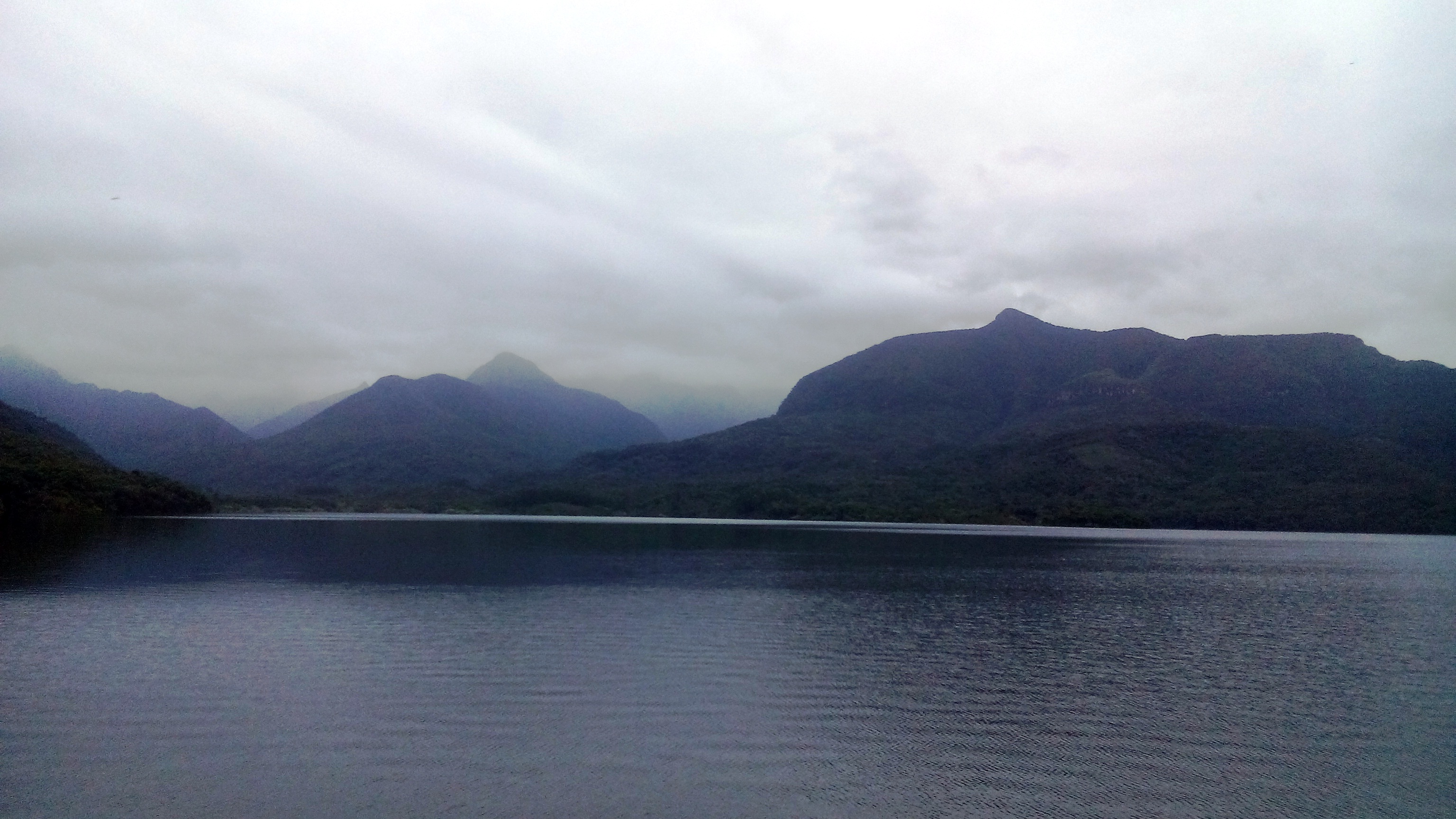
Barragem do Rio São Bento

### Demografia
Com base em dados de estudos do IBGE a população volta a crescer depois da queda na década passada.
- 1991 - 13.388 habitantes
- 1996 - 13.571 habitantes
- 2000 - 12.082 habitantes
- 2007 - 12.470 habitantes
- 2011 - 13.000 habitantes

Densidade demográfica atual é de 49,42 hab/km².[Fonte:IBGE]

### Clima
Clima e temperatura de acordo com a classificação de Köppen é caracterizado como subtropical úmido, apresentando estações bem definidas, com invernos bem frios e secos, podendo chegar a -5 °C no interior do município, e verões muito quente e chuvoso podendo chegar 42 °C.
| Mês                              | J  | F  | M  | A  | M  | J  | J  | A  | S  | O  | N  | D  |
| -------------------------------- | -- | -- | -- | -- | -- | -- | -- | -- | -- | -- | -- | -- |
| Média de temperatura máxima (°C) | 39 | 37 | 33 | 30 | 28 | 20 | 15 | 16 | 22 | 26 | 30 | 37 |
| Média de temperatura mínima (°C) | 32 | 29 | 25 | 22 | 12 | 07 | 04 | 10 | 15 | 20 | 25 | 30 |

## Economia
Com a grave crise do carvão em 1980, o município retornou à atividade agrícola como base econômica. Hoje possui uma destacada produção de carne, principalmente de aves e suínos, e importante produção de culturas como banana, arroz, feijão, café, mandioca, milho e fumo. No setor industrial destacam-se a indústria química, serralherias, metalúrgicas e as remanescentes minas de extração de carvão.
Remessas externas também são uma importante fonte de divisas para o município. Siderópolis é uma grande exportadora de mão-de-obra, principalmente para as indústrias de sorvetes da Alemanha e da Itália, dado que uma considerável parte da população possui dupla cidadania italiana, estes geralmente vão à Europa em Fevereiro/Março e retornam ao Brasil em Outubro/Novembro.

### Produto Interno Bruto
Em Siderópolis, o setor secundário é o que mais gera dinheiro ao Governo Municipal, seguida pelo setor terciário, e por último o primário.
Agricultura: 8.049
Indústria: 124.411
Serviços: 72.722
[Fonte: IBGE]

## Turismo
Além do turismo ecológico no costão da Serra Geral, onde fica localizado o Balneário Ghellere, um complexo turístico com pousada e restaurante típico italiano, as duas principais atrações turísticas são a Festa do Colono e os passeios de maria-fumaça.
Há igualmente o turismo relativo à Represa do Rio São Bento, de extrema beleza, com roteiro gastronômico. Na região, os turistas podem realizar passeios na Reserva Ambiental do Aguaí, que é absolutamente intocada, com espécies da fauna e flora para observação.

### Imagem de Nossa Senhora de Fátima
Inaugurada em maio de 2012, a maior imagem de Nossa Senhora de Fátima no Brasil, tornou-se cartão postal de Siderópolis. A imagem foi esculpida pelo artista Osvaldo Zanini, e tem como material base o amianto. Está localizada no bairro Vila São Jorge, perto do limite com Criciúma.

## Política
Os partidos mais influentes em Siderópolis são o Partido Progressista (PP), o Partido do Movimento Democrático Brasileiro (PMDB) e o Partido Democrático Trabalhista (PDT).
Os principais setores com urnas eleitorais situam-se nas Escola de Educação Básica José do Patrocínio, Escola de Educação Básica Tullo Cavallazzi e Escola de Educação Básica Silvio Ferraro.

## Bairros
Siderópolis tem como bairros urbanos, ou na sua área de abrangência, o Centro, o Estrada de Ferro, Vila Esperança, Vila Rica, Vila São Jorge, Santa Luzia, Rio Jordão Baixo, Rio Jordão Médio, Rio Jordão Alto, Vila São João,  COHAB I, Nova Belluno Rio Fiorita, São Pedro, Rio Albina, São Martinho Baixo, São Martinho Alto, Linha Alexandre da Boit, Cristo Crucificado, Santo Antonio, São Geraldo, Patrimônio, Rio Kuntz, Montanhão, Alto Rio Maina, Nossa Senhora da Saúde, Nossa Senhora da Salete, Renascer e Montenegro.

## Esporte
Siderópolis possuiu um time de futsal masculino na categoria adulta, que nasceu numa parceira com a Universidade do Extremo Sul Catarinense (UNESC), por isso denominou-se Siderópolis/UNESC, e que disputava torneios regionais e estaduais.O time mandava os jogos no Ginásio Municipal 19 de Dezembro. Em 2011, o time fechou as portas por falta de incentivo.
No futebol possui dois times amadores masculinos, que disputam a Liga Amadora da Região Mineira (LARM), o Itaúna AC, e o PESADA FC, estes por sua vez mandam seus jogos no Estádio Mozart Vieira, situado no Bairro Rio Fiorita.
Siderópolis também é alvo de "fritões" e enduros, que geralmente acontece na comunidade do Rio Jordão Baixo.

## Infraestrutura

### Educação
Siderópolis não dispõe de universidades, mas possui um sistema de transporte escolar gratuito para seus alunos, seja para escolas/educandários ou universidades em outros municípios.
As principais escolas de Siderópolis são a Escola de Educação Básica José do Patrocínio, a Escola de Educação Básica Silvio Ferraro, a Escola de Educação Básica Tullo Cavallazzi, a Escola de Educação Básica Municipal Jorge Biff, a Escola de Educação Básica Municipal Miguel Lazzarin, a Escola de Educação Básica Municipal Aurora Peterle e o Colégio Dom Orione, este último um educandário particular, ligado à ordem religiosa da Divina Providência, orionita, sendo o único colégio particular de Siderópolis, Ligado a esse colégio se encontra o seminário orionita.
Dados do IBGE informam que 67,6% dos docentes sideropolitanos lecionam no ensino fundamental, e empatados em segundo lugar com 16,2% os ensinos médio e infantil. Siderópolis ainda dispõem de oito escolas para ensino infantil, sete para ensino fundamental e duas para ensino médio.

### Transporte
Com um trânsito urbano extremamente pacato, Siderópolis nem precisa de um semáforo em toda a sua extensão territorial.
Siderópolis tem acesso pavimentado apenas a dois municípios, Criciúma e Treviso. Quando consta no mapa a ligação pavimentada à Urussanga e à Nova Veneza, além dos dois municípios citados acima. O transporte interbairros é feito pela empresa Zelindo Trento Limitada (ZTL), que tem sua sede na cidade.

## Sideropolitanos notórios
- Valdo Cândido de Oliveira Filho: ex-jogador brasileiro de futebol, na Seleção Brasileira de Futebol nas Copas do Mundo de 1986 e 1990, e atualmente treinador de futebol.
- Deonísio da Silva, escritor brasileiro, um dos maiores especialistas no idioma português, a partir da etimologia.
- Tomaz Tadeu da Silva, educador, autor de mais de 30 livros sobre educação e teoria do currículo; atualmente (2014), tradutor literário (traduziu, entre outros, Mrs Dalloway, Ao Farol, O tempo passa, todos publicados pela Autêntica Editora).